# Impatiens pseudochinensis
Impatiens pseudochinensis är en balsaminväxtart som beskrevs av Daisuke Shimizu. Impatiens pseudochinensis ingår i släktet balsaminer, och familjen balsaminväxter. Inga underarter finns listade i Catalogue of Life.